# Länghem
Länghem är en tätort i Tranemo kommun och kyrkbyn i Länghems socken i södra Västergötland.
Länghem ligger cirka 25 km sydost om Borås. 

## Befolkningsutveckling
| Befolkningsutvecklingen i Länghem 1960–2020 | Befolkningsutvecklingen i Länghem 1960–2020 | Befolkningsutvecklingen i Länghem 1960–2020 | Befolkningsutvecklingen i Länghem 1960–2020 | Befolkningsutvecklingen i Länghem 1960–2020 |
| ------------------------------------------- | ------------------------------------------- | ------------------------------------------- | ------------------------------------------- | ------------------------------------------- |
|                                             |                                             |                                             |                                             |                                             |
| År                                          |                                             |                                             | Folkmängd                                   | Areal (ha)                                  |
| 1960                                        | 1960                                        |                                             | 498                                         |                                             |
| 1965                                        | 1965                                        |                                             | 503                                         |                                             |
| 1970                                        | 1970                                        |                                             | 541                                         |                                             |
| 1975                                        | 1975                                        |                                             | 878                                         |                                             |
| 1980                                        | 1980                                        |                                             | 1 172                                       |                                             |
| 1990                                        | 1990                                        |                                             | 1 172                                       | 102                                         |
| 1995                                        | 1995                                        |                                             | 1 107                                       | 102                                         |
| 2000                                        | 2000                                        |                                             | 1 042                                       | 104                                         |
| 2005                                        | 2005                                        |                                             | 1 036                                       | 104                                         |
| 2010                                        | 2010                                        |                                             | 989                                         | 103                                         |
| 2015                                        | 2015                                        |                                             | 1 086                                       | 142                                         |
| 2020                                        | 2020                                        |                                             | 1 111                                       | 142                                         |
|                                             |                                             |                                             |                                             |                                             |

## Samhället
I orten finns bland annat textilindustri, metallindustri samt träindustri. I orten finns även Länghems kyrka.
I centrala Länghem finns det en dagligvaruhandel, pizzeria och ett bankkontor.
Länghemskolan är ortens skola och omfattar förskoleklass till årskurs sex.
Det finns två stycken förskoleverksamheter, Bikupan och Solbacken.
Järnvägen Göteborg-Borås-Växjö-Kalmar passerar genom orten.

## Idrott
Ingsvallen är en idrottsplats i Länghem med fotbollsplaner samt eljusspår. I tätorten finns även en boulebana och en ridanläggning. Länghems IF har fotbollsverksamhet på både barn-, ungdom och seniornivå samt skidverksamhet för barn och ungdom. Det finns även en discgolfförening, Länghems DGK.